# Puccinia asphodeli
Puccinia asphodeli är en svampart som beskrevs av Moug. 1830. Puccinia asphodeli ingår i släktet Puccinia och familjen Pucciniaceae.   Inga underarter finns listade i Catalogue of Life.